# Limnophila tetonicola
Limnophila tetonicola là một loài ruồi trong họ Limoniidae. Chúng phân bố ở miền Tân bắc.